# Ordynariat Polowy Australii
Ordynariat Polowy Australii (nazwa oficjalna: Katolicka Diecezja Australijskich Sił Zbrojnych) – rzymskokatolicki ordynariat polowy, zapewniający duszpasterstwo dla personelu australijskich sił zbrojnych. Instytucja biskupa sił zbrojnych powstała w australijskim Kościele w 1912 roku, jednak przez wiele lat była to jedynie dodatkowa funkcja ordynariusza jednej z diecezji: w latach 1912-63 arcybiskupa Melbourne, a następnie od 1963 do 1969 biskupa Wollongong. W 1969 ordynariat polowy Australii stał się odrębną jednostką administracyjną, początkowo w randze wikariatu apostolskiego. Jego biskup był jednocześnie biskupem pomocniczym Canberry. W 1985 ordynariat został zrównany statusem z diecezjami. Od tego czasu na jego czele stoi biskup w randze ordynariusza, nie łączący tego stanowiska z żadnym innym. Zwyczajowo ordynariusz polowy jest dwugwiazdkowym generałem. 
Inaczej niż np. w Polsce, australijski ordynariat polowy nie posiada własnej katedry polowej ani nie prowadzi ogólnodostępnych kościołów parafialnych. Kapłanów ordynariatu można spotkać wyłącznie w charakterze kapelanów w obiektach australijskich sił zbrojnych, w szczególności w 30 głównych bazach wojskowych na terenie całej Australii oraz na misjach zagranicznych realizowanych przez australijskie wojsko. Nabożeństwa odprawiane są w kaplicach polowych, często mających charakter ekumeniczny, równolegle używanych przez wiernych innych wyznań. 
Poza stosunkowo nieliczną grupą księży pracujących w pełnym wymiarze czasu na rzecz ordynariatu, w Australii funkcjonują również tzw. kapelani - rezerwiści, którzy służą pomocą duszpasterską osobom pozostającym w rezerwie sił zbrojnych, a w razie potrzeby wspierają również czynnych kapelanów. Na co dzień pracują jednak w normalnych parafiach i podlegają władzom odpowiedniej diecezji.

## Biskupi polowi
- Thomas Joseph Carr (1912–1917)
- Daniel Mannix (1917–1963)
- Thomas McCabe (1964–1969)
- John Morgan (1969–1985)
- Geoffrey Mayne (1985–2003)
- Max Davis (2003–2021)